# 日立北インターチェンジ
日立北インターチェンジ（ひたちきたインターチェンジ）は、茨城県日立市砂沢町（いさござわちょう）にある、常磐自動車道のインターチェンジ。日立市北部への最寄となるインターチェンジ。

## 歴史
- 1985年（昭和60年）7月3日：日立南太田IC - 日立北IC間開通に伴い、供用開始[2]。
- 1988年（昭和63年）3月24日：日立北IC - いわき中央IC間開通[3]。

## 周辺
- 鵜の岬
- 伊師浜海水浴場
- 川尻海水浴場
- 茨城県立日立北高等学校
- 日立駅（JR東日本・常磐線）
- 小木津駅（JR東日本・常磐線）

## 道路
- E6 常磐自動車道（12番）

## 接続する道路
- 直接接続
  - 国道6号
  - 茨城県道・福島県道10号日立いわき線

## 料金所
- ブース数：8

### 入口
- ブース数：3
  - ETC専用：1
  - ETC・一般：1
  - 一般：1

### 出口
- ブース数：5
  - ETC専用：2
  - ETC・一般：1
  - 一般：2

## 備考
日立市北部の利便性対策の関係により、一般道路（国道6号）から常磐自動車道本線の上り線（東京方面）と下り線（仙台方面）を分岐する地点までの距離が1.5kmを超えていることから、ロングランプウェイを採用している。

## 隣
E6 常磐自動車道
(11-1)日立中央IC/PA -　(12)日立北IC - (13)高萩IC